# Alexander Hood
Alexander Hood (* 23. April 1758 in Netherbury, Dorset; † 21. April 1798 vor Brest, an Bord der HMS Mars) war ein britischer Marineoffizier.

## Familie
Alexander Hood entstammte der berühmten Seefahrerfamilie Hood. Sein Vater war der Zahlmeister Samuel Hood (1715–1805), seine Mutter Anne Hood, geb. Bere. Sein jüngerer Bruder war Admiral Sir Samuel Hood, 1. Baronet. Alexander Hood, 1. Viscount Bridport, und Admiral Samuel Hood, 1. Viscount Hood, waren seine Onkel zweiten Grades. Getauft wurde Alexander Hood am 27. April 1758 in Mosterton (Dorset).

## Marinekarriere
1767, im Alter von neun Jahren, trat Hood in die Royal Navy ein. Ab 1772 begleitete er als Midshipman auf der Resolution James Cook auf seiner zweiten Reise (1772–1775) in den Pazifik. Cook taufte die Insel Fatu Huku nach ihm „Hoodʼs Island“, da Alexander Hood sie am 6. April 1774 als erster Europäer gesichtet hatte. 1777 wurde Hood zum Lieutenant befördert und diente auf mehreren Schiffen im Amerikanischen Unabhängigkeitskrieg. Sein erstes eigenes Kommando war der Kutter Ranger im Seegebiet der British West Indies in der Karibik. Am 27. Juli 1781 folgte die Beförderung zum Post-Captain. Er wurde Flaggkapitän unter dem Kommando seines Verwandten Admiral Samuel Hood, 1. Viscount Hood, auf dem Linienschiff HMS Barfleur und nahm an der Seeschlacht von St. Kitts teil. Weitere Kommandos waren die Fregatte HMS Champion, die Fregatte HMS Aimable (eine französische Prise) und die Fregatte HMS Hebe in der britischen Kanalflotte.

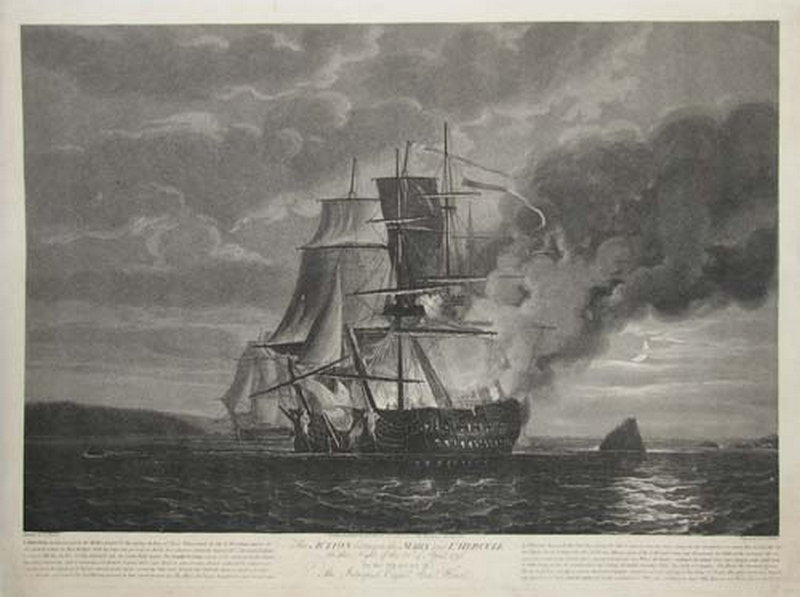
Seegefecht zwischen der Mars und der Hercule

Im ersten Koalitionskrieg erhielt er 1794 das Kommando über das Linienschiff HMS Audacious, er erkrankte jedoch schwer und musste schon wenige Monate später seinen Dienst vorläufig beenden. Erst im Februar 1797 kehrte Hood als Kommandant des Linienschiffes HMS Mars in den aktiven Dienst zurück. Die Mannschaft der Mars war an der Meuterei im Spithead vom 16. April bis 15. Mai 1797 beteiligt, als die Besatzungen von 16 Schiffen der Kanalflotte gegen die Lebensumstände an Bord protestierten und eine höhere Heuer verlangten. Die Meuterer setzten Kapitän Alexander Hood an Land und weigerten sich auszulaufen, um gegen Frankreich zu kämpfen. Der britische König Georg III. gab schließlich nach, erhöhte die Löhnung und begnadigte die Aufständischen. Der Vorfall hatte für Hood keine Folgen.
Am 21. April 1798, gegen 21.30 Uhr, kam es zu dem berühmten Seegefecht zwischen der HMS Mars und dem französischen Linienschiff Hercule vor dem Pointe du Raz (Seegefecht am Raz de Sein). Beide Schiffe waren etwa gleich stark bewaffnet und lieferten sich, Seite an Seite liegend, ein siebzig Minuten dauerndes Artillerieduell. Hood wurde von einer französischen Musketenkugel getroffen, die ihm die Oberschenkelarterie zerfetzte. Er starb gegen Ende des Gefechtes an seiner Verwundung.

## Ehe und Nachkommen
Am 11. Juli 1792 heiratete er Elizabeth Periam (* um 1770), Tochter und Alleinerbin des John Periam (1714–1788), Gutsherr von Wootton House in Butleigh, Somerset. Mit ihr hatte er zwei Kinder:
- Sir Alexander Hood, 2. Baronet (1793–1851), M.P. ⚭ 1815 Amelia Anne Bateman, Tochter des Sir Hugh Bateman, 1. Baronet.
- Elizabeth Periam Hood (* um 1796) ⚭ 1837 Rev. Francis Lunn.